# 蒙面唱將猜猜猜 (第四季)
《蒙面唱將猜猜猜》是江苏卫视出品的音乐真人秀节目，第四季于2019年10月13日起每周日在江苏卫视播出。

## 猜評陣容
- 吴宗宪、侯佩岑、大张伟、郭濤 (第 1～11 期）
- 杨迪 (第 1～3、5～8、10～11 期）
- 沈南 (第 1～3、5、7～11 期）
- 張純燁 (第 1、4～6 期）
- 連淮偉 (第 1～2、11 期）
- 陳雪凝 (第 2 期）
- 魏允熙 (第 3、8 期）
- 刘雪婧 (第 3～4 期）
- Ella、李琦 (第 4 期）
- 熊乃瑾 (第 5 期）
- 蔣敦豪、馮提莫 (第 6 期）
- 臧鴻飛  (第 7～8、10 期)
- 吳姍儒  (第 7、10 期)
- 伊麗媛、沈凌、朱興東 (第 9 期)
- 陳爍、劉宇寧 (第 11 期)

## 賽果
| 未被猜出 | 第二次未被猜出 | 被猜出 | 未入独唱 | 退賽 | 進入年度盛典 |

|          | 歌手               | 播出日期 (2019年) | 播出日期 (2019年) | 播出日期 (2019年) | 播出日期 (2019年) | 播出日期 (2019年) | 播出日期 (2019年) | 播出日期 (2019年) | 播出日期 (2019年) | 播出日期 (2019年) | 播出日期 (2019年) | 播出日期 (2019年) |
| 10月13日 | 歌手               | 10月20日          | 10月27日          | 11月3日           | 11月10日          | 11月17日          | 11月24日          | 12月1日           | 12月8日           | 12月15日          | 12月22日          |                   |
| 第1場    | 歌手               | 第2場             | 第3場             | 第4場             | 第5場             | 第6場             | 第7場             | 第8場             | 第9場             | 第10場            | 第11場            |                   |
| -------- | ------------------ | ----------------- | ----------------- | ----------------- | ----------------- | ----------------- | ----------------- | ----------------- | ----------------- | ----------------- | ----------------- | ----------------- |
| 1        | 辛巴想来取取经     | 蒋大为            | -                 | -                 | -                 | -                 | -                 | -                 | -                 | -                 | -                 | -                 |
| 2        | 一起走花路吧       |                   | 黃齡              | -                 | -                 | -                 | -                 | -                 | -                 | -                 | -                 | -                 |
| 3        | 二二二师兄         |                   |                   | 關喆              | -                 | -                 | -                 | -                 | -                 | -                 | -                 | -                 |
| 4        | 蚊香               | 詹雯婷            | -                 | -                 | -                 | -                 | -                 | -                 | -                 | -                 | -                 | -                 |
| 5        | 胡桃夹子           |                   | 魏大勋            | -                 | -                 | -                 | -                 | -                 | -                 | -                 | -                 | -                 |
| 6        | 哥宝宝你可以的     |                   | 范丞丞            | -                 | -                 | -                 | -                 | -                 | -                 | -                 | -                 | -                 |
| 7        | 话家毕加索         |                   |                   | 陳嘉樺            | -                 | -                 | -                 | -                 | -                 | -                 | -                 | -                 |
| 8        | 藏好我的小尾巴     |                   |                   | 孟庭葦            | -                 | -                 | -                 | -                 | -                 | -                 | -                 | -                 |
| 9        | 我的餅乾分你一塊   |                   |                   |                   | 那英              | -                 | -                 | -                 | -                 | -                 | -                 | -                 |
| 10       | 一口氣吃不成個胖子 |                   |                   |                   | 韓甜甜            | -                 | -                 | -                 | -                 | -                 | -                 | -                 |
| 11       | 肥貓偵探           |                   |                   |                   | 溫嵐              | -                 | -                 | -                 | -                 | -                 | -                 | -                 |
| 12       | 和我來地球打醬油   |                   |                   |                   |                   | 錢正昊            | -                 | -                 | -                 | -                 | -                 | -                 |
| 13       | 耶耶耶耶           |                   |                   |                   |                   | 歐陽靖            | -                 | -                 | -                 | -                 | -                 | -                 |
| 14       | 沙漠飛來一隻鷹     |                   |                   |                   | 迪瑪希            | -                 | -                 | -                 | -                 | -                 | -                 | -                 |
| 15       | 我怎麼這麼好看     |                   |                   |                   |                   | 丁丁              | -                 | -                 | -                 | -                 | -                 | -                 |
| 16       | 超級電腦瓦特拉     |                   |                   |                   |                   |                   | 平安              | -                 | -                 | -                 | -                 | -                 |
| 17       | 給點陽光就燦爛     |                   |                   |                   |                   |                   |                   | 顏人中            | -                 | -                 | -                 | -                 |
| 18       | 帶著面具也起范     |                   |                   |                   |                   |                   | 周曉鷗            | -                 | -                 | -                 | -                 | -                 |
| 19       | 沒有冰箱怎麽辦     |                   |                   |                   |                   |                   |                   | 尹毓恪            | -                 | -                 | -                 | -                 |
| 20       | 山中來客           |                   |                   |                   |                   |                   | 龔琳娜            | -                 | -                 | -                 | -                 | -                 |
| 21       | 呵呵大師           |                   |                   |                   |                   |                   | 胡海泉            | -                 | -                 | -                 | -                 | -                 |
| 22       | 努力減肥的德庫拉   |                   |                   |                   |                   |                   |                   |                   | 鄭雲龍            | -                 | -                 | -                 |
| 23       | 沒事喝杯熱水       |                   |                   |                   |                   |                   |                   | 齊豫              | -                 | -                 | -                 | -                 |
| 24       | 粉紅色的回憶       |                   |                   |                   |                   |                   |                   |                   | 宋祖兒            | -                 | -                 | -                 |
| 25       | 今天也要加油鴨     |                   |                   |                   |                   |                   |                   |                   | 袁婭維            | -                 | -                 | -                 |
| 26       | 泡面差一點都不行   |                   |                   |                   |                   |                   |                   |                   |                   | 徐懷鈺            | -                 | -                 |
| 27       | 孔雀東南飛         |                   |                   |                   |                   |                   |                   |                   |                   | 金池              | -                 | -                 |
| 28       | 一言不合就上頭     |                   |                   |                   |                   |                   |                   |                   |                   |                   | 郭靜              | -                 |
| 29       | 我不做大哥好多年   |                   |                   |                   |                   |                   |                   |                   |                   | 孟美岐            | -                 | -                 |
| 30       | 扭扭轉不停         |                   |                   |                   |                   |                   |                   |                   |                   |                   | 朱正廷            | -                 |
| 31       | 寶藏女王           |                   |                   |                   |                   |                   |                   |                   |                   |                   | 杭天琪            | -                 |
| 32       | 比從前快樂         |                   |                   |                   |                   |                   |                   |                   |                   |                   | -                 | 巫啟賢            |
| 33       | 嘿！鳳梨           |                   |                   |                   |                   |                   |                   |                   |                   |                   | 楊芸晴            | -                 |
| 34       | 路見不平一聲吼     |                   |                   |                   |                   |                   |                   |                   |                   |                   | -                 | 炎亞綸            |
| 35       | 老古董也有春天     |                   |                   |                   |                   |                   |                   |                   |                   |                   |                   | 余笛              |
| 36       | 仙人長不胖         |                   |                   |                   |                   |                   |                   |                   |                   |                   |                   | 邢晗銘            |

## 賽季縱覽

### 預賽
| 图解: | 新加入 | 進行第二轮 | 揭面 | 退賽 | 觀眾選擇結果(正確/不正確) |

| 期数                                            | 第一轮合唱         | 第一轮合唱                                 | 第一轮獨唱                                                                          | 第一轮獨唱                                                                          | 第一轮獨唱                                                                          | 第二轮獨唱                                                                          | 第二轮獨唱                                                                          | 第二轮獨唱                                                                          | 臥底時刻                                  |
| 期数                                            | 歌手代号           | 曲目 （原唱）                              | 歌手代号                                                                            | 曲目 （原唱）                                                                       | 結果                                                                                | 歌手代号                                                                            | 曲目 （原唱）                                                                       | 結果                                                                                | 臥底時刻                                  |
| ----------------------------------------------- | ------------------ | ------------------------------------------ | ----------------------------------------------------------------------------------- | ----------------------------------------------------------------------------------- | ----------------------------------------------------------------------------------- | ----------------------------------------------------------------------------------- | ----------------------------------------------------------------------------------- | ----------------------------------------------------------------------------------- | ----------------------------------------- |
| 第一場 10/13 本期卧底：大張偉（未被猜評團揭出） | 開場合唱           | 《我和我的祖國》 （李谷一）                | 《我和我的祖國》 （李谷一）                                                         | 《我和我的祖國》 （李谷一）                                                         | 《我和我的祖國》 （李谷一）                                                         | 《我和我的祖國》 （李谷一）                                                         | 《我和我的祖國》 （李谷一）                                                         | 《我和我的祖國》 （李谷一）                                                         | 楊迪 4票 大張偉 2票 吳宗憲 1票 連淮偉 1票 |
| 第一場 10/13 本期卧底：大張偉（未被猜評團揭出） | 辛巴想來取取經     | 《故鄉的雲》 （文章）                      | 辛巴想來取取經                                                                      | 《一剪梅》 （費玉清）                                                               | 吳大維 2人 蔣大爲 89人                                                              |                                                                                     |                                                                                     |                                                                                     | 楊迪 4票 大張偉 2票 吳宗憲 1票 連淮偉 1票 |
| 第一場 10/13 本期卧底：大張偉（未被猜評團揭出） | 一起走花路吧       | 《故鄉的雲》 （文章）                      | 辛巴想來取取經                                                                      | 《一剪梅》 （費玉清）                                                               | 吳大維 2人 蔣大爲 89人                                                              |                                                                                     |                                                                                     |                                                                                     | 楊迪 4票 大張偉 2票 吳宗憲 1票 連淮偉 1票 |
| 第一場 10/13 本期卧底：大張偉（未被猜評團揭出） | 二二二師兄         | 《陰天》 （莫文蔚）                        | 蚊香                                                                                | 《白痴》 （王菲）                                                                   | Lara(梁心頤) 10人 王心凌 12人 飛兒(詹雯婷) 74人                                     |                                                                                     |                                                                                     |                                                                                     | 楊迪 4票 大張偉 2票 吳宗憲 1票 連淮偉 1票 |
| 第一場 10/13 本期卧底：大張偉（未被猜評團揭出） | 蚊香               | 《陰天》 （莫文蔚）                        | 蚊香                                                                                | 《白痴》 （王菲）                                                                   | Lara(梁心頤) 10人 王心凌 12人 飛兒(詹雯婷) 74人                                     |                                                                                     |                                                                                     |                                                                                     | 楊迪 4票 大張偉 2票 吳宗憲 1票 連淮偉 1票 |
| 第一場 10/13 本期卧底：大張偉（未被猜評團揭出） | 胡桃夾子           | 《一次就好》 （楊宗緯）                    | 哥寶寶你可以的                                                                      | 《你給我聽好》 （陳奕迅）                                                           | 鄧倫 10人 白敬亭 59人                                                               |                                                                                     |                                                                                     |                                                                                     | 楊迪 4票 大張偉 2票 吳宗憲 1票 連淮偉 1票 |
| 第一場 10/13 本期卧底：大張偉（未被猜評團揭出） | 哥寶寶你可以的     | 《一次就好》 （楊宗緯）                    | 哥寶寶你可以的                                                                      | 《你給我聽好》 （陳奕迅）                                                           | 鄧倫 10人 白敬亭 59人                                                               |                                                                                     |                                                                                     |                                                                                     | 楊迪 4票 大張偉 2票 吳宗憲 1票 連淮偉 1票 |
| 第一場 10/13 本期卧底：大張偉（未被猜評團揭出） | 本場揭面           | 本場揭面                                   | 辛巴想來取取經—蔣大爲 蚊香—詹雯婷                                                   | 辛巴想來取取經—蔣大爲 蚊香—詹雯婷                                                   | 辛巴想來取取經—蔣大爲 蚊香—詹雯婷                                                   | 辛巴想來取取經—蔣大爲 蚊香—詹雯婷                                                   | 辛巴想來取取經—蔣大爲 蚊香—詹雯婷                                                   | 辛巴想來取取經—蔣大爲 蚊香—詹雯婷                                                   | 楊迪 4票 大張偉 2票 吳宗憲 1票 連淮偉 1票 |
| 第二場 10/20 本期卧底：沈南（未被猜評團揭出）   | 開場合唱           | 《童年》 （張艾嘉）                        | 《童年》 （張艾嘉）                                                                 | 《童年》 （張艾嘉）                                                                 | 《童年》 （張艾嘉）                                                                 | 《童年》 （張艾嘉）                                                                 | 《童年》 （張艾嘉）                                                                 | 《童年》 （張艾嘉）                                                                 | 吳宗憲 4票 沈南 3票 楊迪 1票              |
| 第二場 10/20 本期卧底：沈南（未被猜評團揭出）   | 哥寶寶你可以的     | 《你不知道的事》 （王力宏）                | 哥寶寶你可以的                                                                      | 《雨愛》 （楊丞琳）                                                                 | 歐弟 20人 范丞丞 69人                                                               |                                                                                     |                                                                                     |                                                                                     | 吳宗憲 4票 沈南 3票 楊迪 1票              |
| 第二場 10/20 本期卧底：沈南（未被猜評團揭出）   | 話家畢卡索         | 《你不知道的事》 （王力宏）                | 哥寶寶你可以的                                                                      | 《雨愛》 （楊丞琳）                                                                 | 歐弟 20人 范丞丞 69人                                                               |                                                                                     |                                                                                     |                                                                                     | 吳宗憲 4票 沈南 3票 楊迪 1票              |
| 第二場 10/20 本期卧底：沈南（未被猜評團揭出）   | 胡桃夾子           | 《美麗的神話》 （孫楠&韓紅）               | 胡桃夾子                                                                            | 《男孩》 （梁博）                                                                   | 歐弟 20人 魏大勛 52人                                                               |                                                                                     |                                                                                     |                                                                                     | 吳宗憲 4票 沈南 3票 楊迪 1票              |
| 第二場 10/20 本期卧底：沈南（未被猜評團揭出）   | 藏好我的小尾巴     | 《美麗的神話》 （孫楠&韓紅）               | 胡桃夾子                                                                            | 《男孩》 （梁博）                                                                   | 歐弟 20人 魏大勛 52人                                                               |                                                                                     |                                                                                     |                                                                                     | 吳宗憲 4票 沈南 3票 楊迪 1票              |
| 第二場 10/20 本期卧底：沈南（未被猜評團揭出）   | 二二二師兄         | 《愚人碼頭》 （熊天平）                    | 一起走花路吧                                                                        | 《小城大事》 （楊千嬅）                                                             | 黃齡 68人                                                                           |                                                                                     |                                                                                     |                                                                                     | 吳宗憲 4票 沈南 3票 楊迪 1票              |
| 第二場 10/20 本期卧底：沈南（未被猜評團揭出）   | 一起走花路吧       | 《愚人碼頭》 （熊天平）                    | 一起走花路吧                                                                        | 《小城大事》 （楊千嬅）                                                             | 黃齡 68人                                                                           |                                                                                     |                                                                                     |                                                                                     | 吳宗憲 4票 沈南 3票 楊迪 1票              |
| 第二場 10/20 本期卧底：沈南（未被猜評團揭出）   | 本場揭面           | 本場揭面                                   | 哥寶寶你可以的—范丞丞 胡桃夾子—魏大勛 一起走花路吧—黃齡                             | 哥寶寶你可以的—范丞丞 胡桃夾子—魏大勛 一起走花路吧—黃齡                             | 哥寶寶你可以的—范丞丞 胡桃夾子—魏大勛 一起走花路吧—黃齡                             | 哥寶寶你可以的—范丞丞 胡桃夾子—魏大勛 一起走花路吧—黃齡                             | 哥寶寶你可以的—范丞丞 胡桃夾子—魏大勛 一起走花路吧—黃齡                             | 哥寶寶你可以的—范丞丞 胡桃夾子—魏大勛 一起走花路吧—黃齡                             | 吳宗憲 4票 沈南 3票 楊迪 1票              |
| 第三場 10/27 本期卧底：楊迪（未被猜評團揭出）   | 開場合唱           | 《刀劍如夢》 （周華健）                    | 《刀劍如夢》 （周華健）                                                             | 《刀劍如夢》 （周華健）                                                             | 《刀劍如夢》 （周華健）                                                             | 《刀劍如夢》 （周華健）                                                             | 《刀劍如夢》 （周華健）                                                             | 《刀劍如夢》 （周華健）                                                             | 魏允熙 5票 吳宗憲 2票                     |
| 第三場 10/27 本期卧底：楊迪（未被猜評團揭出）   | 話家畢卡索         | 《天天》 （陶喆）                          | 話家畢卡索                                                                          | 《好久不見》 （陳奕迅）                                                             | 歐弟 19人 陳嘉樺 78人                                                               |                                                                                     |                                                                                     |                                                                                     | 魏允熙 5票 吳宗憲 2票                     |
| 第三場 10/27 本期卧底：楊迪（未被猜評團揭出）   | 我的餅乾分你一塊   | 《天天》 （陶喆）                          | 話家畢卡索                                                                          | 《好久不見》 （陳奕迅）                                                             | 歐弟 19人 陳嘉樺 78人                                                               |                                                                                     |                                                                                     |                                                                                     | 魏允熙 5票 吳宗憲 2票                     |
| 第三場 10/27 本期卧底：楊迪（未被猜評團揭出）   | 二二二師兄         | 《孤獨患者》 （陳奕迅）                    | 二二二師兄                                                                          | 《舞孃》 （蔡依林）                                                                 | 關喆 80人 林依輪 7人                                                                |                                                                                     |                                                                                     |                                                                                     | 魏允熙 5票 吳宗憲 2票                     |
| 第三場 10/27 本期卧底：楊迪（未被猜評團揭出）   | 一口氣吃不成個胖子 | 《孤獨患者》 （陳奕迅）                    | 二二二師兄                                                                          | 《舞孃》 （蔡依林）                                                                 | 關喆 80人 林依輪 7人                                                                |                                                                                     |                                                                                     |                                                                                     | 魏允熙 5票 吳宗憲 2票                     |
| 第三場 10/27 本期卧底：楊迪（未被猜評團揭出）   | 藏好我的小尾巴     | 《追夢人》 （鳳飛飛）                      | 藏好我的小尾巴                                                                      | 《柳暗花明》 （曾慶瑜）                                                             | 孟庭葦 88人                                                                         |                                                                                     |                                                                                     |                                                                                     | 魏允熙 5票 吳宗憲 2票                     |
| 第三場 10/27 本期卧底：楊迪（未被猜評團揭出）   | 肥貓偵探           | 《追夢人》 （鳳飛飛）                      | 藏好我的小尾巴                                                                      | 《柳暗花明》 （曾慶瑜）                                                             | 孟庭葦 88人                                                                         |                                                                                     |                                                                                     |                                                                                     | 魏允熙 5票 吳宗憲 2票                     |
| 第三場 10/27 本期卧底：楊迪（未被猜評團揭出）   | 本場揭面           | 本場揭面                                   | 話家畢卡索—陳嘉樺 二二二師兄—關喆 藏好我的小尾巴—孟庭葦                             | 話家畢卡索—陳嘉樺 二二二師兄—關喆 藏好我的小尾巴—孟庭葦                             | 話家畢卡索—陳嘉樺 二二二師兄—關喆 藏好我的小尾巴—孟庭葦                             | 話家畢卡索—陳嘉樺 二二二師兄—關喆 藏好我的小尾巴—孟庭葦                             | 話家畢卡索—陳嘉樺 二二二師兄—關喆 藏好我的小尾巴—孟庭葦                             | 話家畢卡索—陳嘉樺 二二二師兄—關喆 藏好我的小尾巴—孟庭葦                             | 魏允熙 5票 吳宗憲 2票                     |
| 第四場 11/3 本期卧底：陳嘉樺（未被猜評團揭出）  | 開場合唱           | 《啊，朋友再見》 （義大利戰歌）            | 《啊，朋友再見》 （義大利戰歌）                                                     | 《啊，朋友再見》 （義大利戰歌）                                                     | 《啊，朋友再見》 （義大利戰歌）                                                     | 《啊，朋友再見》 （義大利戰歌）                                                     | 《啊，朋友再見》 （義大利戰歌）                                                     | 《啊，朋友再見》 （義大利戰歌）                                                     | 吳宗憲 4票 陳嘉樺 3票                     |
| 第四場 11/3 本期卧底：陳嘉樺（未被猜評團揭出）  | 我的餅乾分你一塊   | 《達拉崩吧》 （洛天依&言和）               | 我的餅乾分你一塊                                                                    | 《原來愛情這麼傷》 （梁詠琪）                                                       | 那英 90人                                                                           |                                                                                     |                                                                                     |                                                                                     | 吳宗憲 4票 陳嘉樺 3票                     |
| 第四場 11/3 本期卧底：陳嘉樺（未被猜評團揭出）  | 和我來地球打醬油   | 《達拉崩吧》 （洛天依&言和）               | 我的餅乾分你一塊                                                                    | 《原來愛情這麼傷》 （梁詠琪）                                                       | 那英 90人                                                                           |                                                                                     |                                                                                     |                                                                                     | 吳宗憲 4票 陳嘉樺 3票                     |
| 第四場 11/3 本期卧底：陳嘉樺（未被猜評團揭出）  | 耶耶耶耶           | 《I Want It That Way》 （Backstreet Boys） | 沙漠飛來一隻鷹                                                                      | 《我們的愛》 （飛兒樂團）                                                           | 迪瑪希 81人 皆非 16人                                                               |                                                                                     |                                                                                     |                                                                                     | 吳宗憲 4票 陳嘉樺 3票                     |
| 第四場 11/3 本期卧底：陳嘉樺（未被猜評團揭出）  | 沙漠飛來一隻鷹     | 《I Want It That Way》 （Backstreet Boys） | 沙漠飛來一隻鷹                                                                      | 《我們的愛》 （飛兒樂團）                                                           | 迪瑪希 81人 皆非 16人                                                               |                                                                                     |                                                                                     |                                                                                     | 吳宗憲 4票 陳嘉樺 3票                     |
| 第四場 11/3 本期卧底：陳嘉樺（未被猜評團揭出）  | 肥貓偵探           | 《葉子》 （阿桑）                          | 一口氣吃不成個胖子                                                                  | 《天下無雙》 （張靚穎）                                                             | 韓甜甜                                                                              | 肥貓偵探                                                                            | 《喜歡你》 （陳潔儀）                                                               | 溫嵐 90人                                                                           | 吳宗憲 4票 陳嘉樺 3票                     |
| 第四場 11/3 本期卧底：陳嘉樺（未被猜評團揭出）  | 一口氣吃不成個胖子 | 《葉子》 （阿桑）                          | 一口氣吃不成個胖子                                                                  | 《天下無雙》 （張靚穎）                                                             | 韓甜甜                                                                              | 肥貓偵探                                                                            | 《喜歡你》 （陳潔儀）                                                               | 溫嵐 90人                                                                           | 吳宗憲 4票 陳嘉樺 3票                     |
| 第四場 11/3 本期卧底：陳嘉樺（未被猜評團揭出）  | 本場揭面           | 本場揭面                                   | 我的餅乾分你一塊—那英 沙漠飛來一隻鷹—迪瑪希 一口氣吃不成個胖子—韓甜甜 肥貓偵探—溫嵐 | 我的餅乾分你一塊—那英 沙漠飛來一隻鷹—迪瑪希 一口氣吃不成個胖子—韓甜甜 肥貓偵探—溫嵐 | 我的餅乾分你一塊—那英 沙漠飛來一隻鷹—迪瑪希 一口氣吃不成個胖子—韓甜甜 肥貓偵探—溫嵐 | 我的餅乾分你一塊—那英 沙漠飛來一隻鷹—迪瑪希 一口氣吃不成個胖子—韓甜甜 肥貓偵探—溫嵐 | 我的餅乾分你一塊—那英 沙漠飛來一隻鷹—迪瑪希 一口氣吃不成個胖子—韓甜甜 肥貓偵探—溫嵐 | 我的餅乾分你一塊—那英 沙漠飛來一隻鷹—迪瑪希 一口氣吃不成個胖子—韓甜甜 肥貓偵探—溫嵐 | 吳宗憲 4票 陳嘉樺 3票                     |
| 第五場 11/10 本期卧底：楊迪（未被猜評團揭出）   | 開場合唱           | 《愛情買賣》 （慕容曉曉）                  | 《愛情買賣》 （慕容曉曉）                                                           | 《愛情買賣》 （慕容曉曉）                                                           | 《愛情買賣》 （慕容曉曉）                                                           | 《愛情買賣》 （慕容曉曉）                                                           | 《愛情買賣》 （慕容曉曉）                                                           | 《愛情買賣》 （慕容曉曉）                                                           | 吳宗憲 6票 侯佩岑 4票                     |
| 第五場 11/10 本期卧底：楊迪（未被猜評團揭出）   | 我怎麼這麼好看     | 《不值得》 （夢飛船）                      | 我怎麼這麼好看                                                                      | 《夜太黑》 （林憶蓮）                                                               | 丁丁 81人 皆非 8人                                                                  |                                                                                     |                                                                                     |                                                                                     | 吳宗憲 6票 侯佩岑 4票                     |
| 第五場 11/10 本期卧底：楊迪（未被猜評團揭出）   | 超級電腦瓦特拉     | 《不值得》 （夢飛船）                      | 我怎麼這麼好看                                                                      | 《夜太黑》 （林憶蓮）                                                               | 丁丁 81人 皆非 8人                                                                  |                                                                                     |                                                                                     |                                                                                     | 吳宗憲 6票 侯佩岑 4票                     |
| 第五場 11/10 本期卧底：楊迪（未被猜評團揭出）   | 耶耶耶耶           | 《小鎮姑娘》 （陶喆）                      | 耶耶耶耶                                                                            | 《無心傷害》 （杜德偉）                                                             | 歐陽靖 91人 皆非 8人                                                                |                                                                                     |                                                                                     |                                                                                     | 吳宗憲 6票 侯佩岑 4票                     |
| 第五場 11/10 本期卧底：楊迪（未被猜評團揭出）   | 給點陽光就燦爛     | 《小鎮姑娘》 （陶喆）                      | 耶耶耶耶                                                                            | 《無心傷害》 （杜德偉）                                                             | 歐陽靖 91人 皆非 8人                                                                |                                                                                     |                                                                                     |                                                                                     | 吳宗憲 6票 侯佩岑 4票                     |
| 第五場 11/10 本期卧底：楊迪（未被猜評團揭出）   | 和我來地球打醬油   | 《夢裡》 （余佳運）                        | 和我來地球打醬油                                                                    | 《一場遊戲一場夢》 （王傑）                                                         | 錢正昊 78人 歐弟 13人                                                               |                                                                                     |                                                                                     |                                                                                     | 吳宗憲 6票 侯佩岑 4票                     |
| 第五場 11/10 本期卧底：楊迪（未被猜評團揭出）   | 帶著面具也起范     | 《夢裡》 （余佳運）                        | 和我來地球打醬油                                                                    | 《一場遊戲一場夢》 （王傑）                                                         | 錢正昊 78人 歐弟 13人                                                               |                                                                                     |                                                                                     |                                                                                     | 吳宗憲 6票 侯佩岑 4票                     |
| 第五場 11/10 本期卧底：楊迪（未被猜評團揭出）   | 本場揭面           | 本場揭面                                   | 我怎麼這麼好看—丁丁 耶耶耶耶—歐陽靖 和我來地球打醬油—錢正昊                         | 我怎麼這麼好看—丁丁 耶耶耶耶—歐陽靖 和我來地球打醬油—錢正昊                         | 我怎麼這麼好看—丁丁 耶耶耶耶—歐陽靖 和我來地球打醬油—錢正昊                         | 我怎麼這麼好看—丁丁 耶耶耶耶—歐陽靖 和我來地球打醬油—錢正昊                         | 我怎麼這麼好看—丁丁 耶耶耶耶—歐陽靖 和我來地球打醬油—錢正昊                         | 我怎麼這麼好看—丁丁 耶耶耶耶—歐陽靖 和我來地球打醬油—錢正昊                         | 吳宗憲 6票 侯佩岑 4票                     |
| 第六場 11/17 本期卧底：吳宗憲                   | 開場合唱           | 《咱們屯里的人》 （羅凱楠）                | 《咱們屯里的人》 （羅凱楠）                                                         | 《咱們屯里的人》 （羅凱楠）                                                         | 《咱們屯里的人》 （羅凱楠）                                                         | 《咱們屯里的人》 （羅凱楠）                                                         | 《咱們屯里的人》 （羅凱楠）                                                         | 《咱們屯里的人》 （羅凱楠）                                                         | 吳宗憲 7票                                |
| 第六場 11/17 本期卧底：吳宗憲                   | 沒有冰箱怎麽辦     | 《南海姑娘》 （鄧麗君）                    | 山中來客                                                                            | 《短歌行》 （薩頂頂）                                                               | 龔琳娜 90人                                                                         |                                                                                     |                                                                                     |                                                                                     | 吳宗憲 7票                                |
| 第六場 11/17 本期卧底：吳宗憲                   | 山中來客           | 《南海姑娘》 （鄧麗君）                    | 山中來客                                                                            | 《短歌行》 （薩頂頂）                                                               | 龔琳娜 90人                                                                         |                                                                                     |                                                                                     |                                                                                     | 吳宗憲 7票                                |
| 第六場 11/17 本期卧底：吳宗憲                   | 超級電腦瓦特拉     | 《隨心所欲》 （指南針樂隊）                | 超級電腦瓦特拉                                                                      | 《燈塔》 （黃綺珊）                                                                 | 平安 95人                                                                           | 帶著面具也起范                                                                      | 《達爾文》 （蔡健雅）                                                               | 周曉鷗 95人                                                                         | 吳宗憲 7票                                |
| 第六場 11/17 本期卧底：吳宗憲                   | 帶著面具也起范     | 《隨心所欲》 （指南針樂隊）                | 超級電腦瓦特拉                                                                      | 《燈塔》 （黃綺珊）                                                                 | 平安 95人                                                                           | 帶著面具也起范                                                                      | 《達爾文》 （蔡健雅）                                                               | 周曉鷗 95人                                                                         | 吳宗憲 7票                                |
| 第六場 11/17 本期卧底：吳宗憲                   | 給點陽光就燦爛     | 《無情的雨無情的你》 （齊秦）              | 呵呵大師                                                                            | 《失落沙洲》 （徐佳瑩）                                                             | 胡海泉 78人                                                                         |                                                                                     |                                                                                     |                                                                                     | 吳宗憲 7票                                |
| 第六場 11/17 本期卧底：吳宗憲                   | 呵呵大師           | 《無情的雨無情的你》 （齊秦）              | 呵呵大師                                                                            | 《失落沙洲》 （徐佳瑩）                                                             | 胡海泉 78人                                                                         |                                                                                     |                                                                                     |                                                                                     | 吳宗憲 7票                                |
| 第六場 11/17 本期卧底：吳宗憲                   | 本場揭面           | 本場揭面                                   | 山中來客—龔琳娜 超級電腦瓦特拉—平安 帶著面具也起范—周曉鷗 呵呵大師—胡海泉           | 山中來客—龔琳娜 超級電腦瓦特拉—平安 帶著面具也起范—周曉鷗 呵呵大師—胡海泉           | 山中來客—龔琳娜 超級電腦瓦特拉—平安 帶著面具也起范—周曉鷗 呵呵大師—胡海泉           | 山中來客—龔琳娜 超級電腦瓦特拉—平安 帶著面具也起范—周曉鷗 呵呵大師—胡海泉           | 山中來客—龔琳娜 超級電腦瓦特拉—平安 帶著面具也起范—周曉鷗 呵呵大師—胡海泉           | 山中來客—龔琳娜 超級電腦瓦特拉—平安 帶著面具也起范—周曉鷗 呵呵大師—胡海泉           | 吳宗憲 7票                                |
| 第七場 11/24 本期卧底：侯佩岑（未被猜評團揭出） | 開場合唱           | 《卡路里》 （火箭少女101）                 | 《卡路里》 （火箭少女101）                                                          | 《卡路里》 （火箭少女101）                                                          | 《卡路里》 （火箭少女101）                                                          | 《卡路里》 （火箭少女101）                                                          | 《卡路里》 （火箭少女101）                                                          | 《卡路里》 （火箭少女101）                                                          | 吳姍儒                                    |
| 第七場 11/24 本期卧底：侯佩岑（未被猜評團揭出） | 努力減肥的德庫拉   | 《彎彎的月亮》 （劉歡）                    | 沒事喝杯熱水                                                                        | 《我願意》 （王菲）                                                                 | 齊豫 93人                                                                           |                                                                                     |                                                                                     |                                                                                     | 吳姍儒                                    |
| 第七場 11/24 本期卧底：侯佩岑（未被猜評團揭出） | 沒事喝杯熱水       | 《彎彎的月亮》 （劉歡）                    | 沒事喝杯熱水                                                                        | 《我願意》 （王菲）                                                                 | 齊豫 93人                                                                           |                                                                                     |                                                                                     |                                                                                     | 吳姍儒                                    |
| 第七場 11/24 本期卧底：侯佩岑（未被猜評團揭出） | 沒有冰箱怎麽辦     | 《歐若拉》 （張韶涵）                      | 沒有冰箱怎麽辦                                                                      | 《但願人長久》 （鄧麗君）                                                           | 尹毓恪 90人 皆非 7人                                                                |                                                                                     |                                                                                     |                                                                                     | 吳姍儒                                    |
| 第七場 11/24 本期卧底：侯佩岑（未被猜評團揭出） | 粉紅色的回憶       | 《歐若拉》 （張韶涵）                      | 沒有冰箱怎麽辦                                                                      | 《但願人長久》 （鄧麗君）                                                           | 尹毓恪 90人 皆非 7人                                                                |                                                                                     |                                                                                     |                                                                                     | 吳姍儒                                    |
| 第七場 11/24 本期卧底：侯佩岑（未被猜評團揭出） | 給點陽光就燦爛     | 《小小蟲》 （方大同）                      | 給點陽光就燦爛                                                                      | 《對愛渴望》 （楊宗緯）                                                             | 顏人中 91人                                                                         |                                                                                     |                                                                                     |                                                                                     | 吳姍儒                                    |
| 第七場 11/24 本期卧底：侯佩岑（未被猜評團揭出） | 今天也要加油鴨     | 《小小蟲》 （方大同）                      | 給點陽光就燦爛                                                                      | 《對愛渴望》 （楊宗緯）                                                             | 顏人中 91人                                                                         |                                                                                     |                                                                                     |                                                                                     | 吳姍儒                                    |
| 第七場 11/24 本期卧底：侯佩岑（未被猜評團揭出） | 本場揭面           | 本場揭面                                   | 沒事喝杯熱水—齊豫 沒有冰箱怎麽辦—尹毓恪 給點陽光就燦爛—顏人中                       | 沒事喝杯熱水—齊豫 沒有冰箱怎麽辦—尹毓恪 給點陽光就燦爛—顏人中                       | 沒事喝杯熱水—齊豫 沒有冰箱怎麽辦—尹毓恪 給點陽光就燦爛—顏人中                       | 沒事喝杯熱水—齊豫 沒有冰箱怎麽辦—尹毓恪 給點陽光就燦爛—顏人中                       | 沒事喝杯熱水—齊豫 沒有冰箱怎麽辦—尹毓恪 給點陽光就燦爛—顏人中                       | 沒事喝杯熱水—齊豫 沒有冰箱怎麽辦—尹毓恪 給點陽光就燦爛—顏人中                       | 吳姍儒                                    |
| 第八場 12/1 本期卧底：大張偉                    | 開場合唱           | 《一想到你呀》 （張惠妹）                  | 《一想到你呀》 （張惠妹）                                                           | 《一想到你呀》 （張惠妹）                                                           | 《一想到你呀》 （張惠妹）                                                           | 《一想到你呀》 （張惠妹）                                                           | 《一想到你呀》 （張惠妹）                                                           | 《一想到你呀》 （張惠妹）                                                           | 大張偉                                    |
| 第八場 12/1 本期卧底：大張偉                    | 粉紅色的回憶       | 《野百合也有春天》 （羅大佑）              | 粉紅色的回憶                                                                        | 《約定》 （周蕙）                                                                   | 楊紫 11人 宋祖兒 82人                                                               |                                                                                     |                                                                                     |                                                                                     | 大張偉                                    |
| 第八場 12/1 本期卧底：大張偉                    | 泡麵差一點都不行   | 《野百合也有春天》 （羅大佑）              | 粉紅色的回憶                                                                        | 《約定》 （周蕙）                                                                   | 楊紫 11人 宋祖兒 82人                                                               |                                                                                     |                                                                                     |                                                                                     | 大張偉                                    |
| 第八場 12/1 本期卧底：大張偉                    | 努力減肥的德庫拉   | 《山丘》 （李宗盛）                        | 努力減肥的德庫拉                                                                    | 《如果·愛》 （張學友）                                                              | 鄭雲龍 53人 李雲龍 44人                                                             |                                                                                     |                                                                                     |                                                                                     | 大張偉                                    |
| 第八場 12/1 本期卧底：大張偉                    | 孔雀東南飛         | 《山丘》 （李宗盛）                        | 努力減肥的德庫拉                                                                    | 《如果·愛》 （張學友）                                                              | 鄭雲龍 53人 李雲龍 44人                                                             |                                                                                     |                                                                                     |                                                                                     | 大張偉                                    |
| 第八場 12/1 本期卧底：大張偉                    | 今天也要加油鴨     | 《鏗鏘玫瑰》 （林憶蓮）                    | 今天也要加油鴨                                                                      | 《紅豆》 （王菲）                                                                   | 袁詠儀 33人 袁婭維 54人                                                             |                                                                                     |                                                                                     |                                                                                     | 大張偉                                    |
| 第八場 12/1 本期卧底：大張偉                    | 一言不合就上頭     | 《鏗鏘玫瑰》 （林憶蓮）                    | 今天也要加油鴨                                                                      | 《紅豆》 （王菲）                                                                   | 袁詠儀 33人 袁婭維 54人                                                             |                                                                                     |                                                                                     |                                                                                     | 大張偉                                    |
| 第八場 12/1 本期卧底：大張偉                    | 本場揭面           | 本場揭面                                   | 粉紅色的回憶—宋祖兒 努力減肥的德庫拉—鄭雲龍 今天也要加油鴨—袁婭維                   | 粉紅色的回憶—宋祖兒 努力減肥的德庫拉—鄭雲龍 今天也要加油鴨—袁婭維                   | 粉紅色的回憶—宋祖兒 努力減肥的德庫拉—鄭雲龍 今天也要加油鴨—袁婭維                   | 粉紅色的回憶—宋祖兒 努力減肥的德庫拉—鄭雲龍 今天也要加油鴨—袁婭維                   | 粉紅色的回憶—宋祖兒 努力減肥的德庫拉—鄭雲龍 今天也要加油鴨—袁婭維                   | 粉紅色的回憶—宋祖兒 努力減肥的德庫拉—鄭雲龍 今天也要加油鴨—袁婭維                   | 大張偉                                    |
| 第九場 12/8 本期卧底：沈凌                      | 開場合唱           | 《牽手》 （張惠妹）                        | 《牽手》 （張惠妹）                                                                 | 《牽手》 （張惠妹）                                                                 | 《牽手》 （張惠妹）                                                                 | 《牽手》 （張惠妹）                                                                 | 《牽手》 （張惠妹）                                                                 | 《牽手》 （張惠妹）                                                                 | 沈凌                                      |
| 第九場 12/8 本期卧底：沈凌                      | 泡麵差一點都不行   | 《我喜歡》 （梁靜茹）                      | 我不做大哥好多年                                                                    | 《情景劇》 （陳粒）                                                                 | 孟美岐 52人                                                                         | 泡麵差一點都不行                                                                    | 《追光者》 （岑寧兒）                                                               | 徐懷鈺 43人                                                                         | 沈凌                                      |
| 第九場 12/8 本期卧底：沈凌                      | 我不做大哥好多年   | 《我喜歡》 （梁靜茹）                      | 我不做大哥好多年                                                                    | 《情景劇》 （陳粒）                                                                 | 孟美岐 52人                                                                         | 泡麵差一點都不行                                                                    | 《追光者》 （岑寧兒）                                                               | 徐懷鈺 43人                                                                         | 沈凌                                      |
| 第九場 12/8 本期卧底：沈凌                      | 一言不合就上頭     | 《那女孩對我說》 （黃義達）                | 扭扭轉不停                                                                          | 《會呼吸的痛》 （梁靜茹）                                                           | 鹿晗 35人 李佳琦 18人 郭麒麟 7人 朱正廷 32人                                        |                                                                                     |                                                                                     |                                                                                     | 沈凌                                      |
| 第九場 12/8 本期卧底：沈凌                      | 扭扭轉不停         | 《那女孩對我說》 （黃義達）                | 扭扭轉不停                                                                          | 《會呼吸的痛》 （梁靜茹）                                                           | 鹿晗 35人 李佳琦 18人 郭麒麟 7人 朱正廷 32人                                        |                                                                                     |                                                                                     |                                                                                     | 沈凌                                      |
| 第九場 12/8 本期卧底：沈凌                      | 孔雀東南飛         | 《如果，不是》 （楊炅翰）                  | 孔雀東南飛                                                                          | 《灰色》 （徐佳瑩）                                                                 | 金池 88人 皆非 12人                                                                 |                                                                                     |                                                                                     |                                                                                     | 沈凌                                      |
| 第九場 12/8 本期卧底：沈凌                      | 寶藏女王           | 《如果，不是》 （楊炅翰）                  | 孔雀東南飛                                                                          | 《灰色》 （徐佳瑩）                                                                 | 金池 88人 皆非 12人                                                                 |                                                                                     |                                                                                     |                                                                                     | 沈凌                                      |
| 第九場 12/8 本期卧底：沈凌                      | 本場揭面           | 本場揭面                                   | 我不做大哥好多年—孟美岐 泡麵差一點都不行—徐懷鈺 孔雀東南飛—金池                     | 我不做大哥好多年—孟美岐 泡麵差一點都不行—徐懷鈺 孔雀東南飛—金池                     | 我不做大哥好多年—孟美岐 泡麵差一點都不行—徐懷鈺 孔雀東南飛—金池                     | 我不做大哥好多年—孟美岐 泡麵差一點都不行—徐懷鈺 孔雀東南飛—金池                     | 我不做大哥好多年—孟美岐 泡麵差一點都不行—徐懷鈺 孔雀東南飛—金池                     | 我不做大哥好多年—孟美岐 泡麵差一點都不行—徐懷鈺 孔雀東南飛—金池                     | 沈凌                                      |
| 第十場 12/15 本期卧底：楊迪                     | 開場合唱           | 《煩惱歌》 （張學友）                      | 《煩惱歌》 （張學友）                                                               | 《煩惱歌》 （張學友）                                                               | 《煩惱歌》 （張學友）                                                               | 《煩惱歌》 （張學友）                                                               | 《煩惱歌》 （張學友）                                                               | 《煩惱歌》 （張學友）                                                               | 楊迪                                      |
| 第十場 12/15 本期卧底：楊迪                     | 扭扭轉不停         | 《對面的女孩看過來》 （阿牛）              | 扭扭轉不停                                                                          | 《阿飛的小蝴蝶》 （蕭敬騰）                                                         | 趙又廷 12人 歐弟 10人 朱正廷 77人                                                   |                                                                                     |                                                                                     |                                                                                     | 楊迪                                      |
| 第十場 12/15 本期卧底：楊迪                     | 比從前快樂         | 《對面的女孩看過來》 （阿牛）              | 扭扭轉不停                                                                          | 《阿飛的小蝴蝶》 （蕭敬騰）                                                         | 趙又廷 12人 歐弟 10人 朱正廷 77人                                                   |                                                                                     |                                                                                     |                                                                                     | 楊迪                                      |
| 第十場 12/15 本期卧底：楊迪                     | 嘿！鳳梨           | 《同類》 （孫燕姿）                        | 嘿！鳳梨                                                                            | 《想幸福的人》 （楊丞琳）                                                           | 楊芸晴 65人 歐弟 16人                                                               | 一言不合就上頭                                                                      | 《花火》 （梁詠琪）                                                                 | 郭靜 65人 歐弟 16人                                                                 | 楊迪                                      |
| 第十場 12/15 本期卧底：楊迪                     | 一言不合就上頭     | 《同類》 （孫燕姿）                        | 嘿！鳳梨                                                                            | 《想幸福的人》 （楊丞琳）                                                           | 楊芸晴 65人 歐弟 16人                                                               | 一言不合就上頭                                                                      | 《花火》 （梁詠琪）                                                                 | 郭靜 65人 歐弟 16人                                                                 | 楊迪                                      |
| 第十場 12/15 本期卧底：楊迪                     | 路見不平一聲吼     | 《我比誰都清楚》 （陳曉東）                | 寶藏女王                                                                            | 《河流》 （孫伯綸）                                                                 | 杭天琪 88人 皆非 12人                                                               |                                                                                     |                                                                                     |                                                                                     | 楊迪                                      |
| 第十場 12/15 本期卧底：楊迪                     | 寶藏女王           | 《我比誰都清楚》 （陳曉東）                | 寶藏女王                                                                            | 《河流》 （孫伯綸）                                                                 | 杭天琪 88人 皆非 12人                                                               |                                                                                     |                                                                                     |                                                                                     | 楊迪                                      |
| 第十場 12/15 本期卧底：楊迪                     | 本場揭面           | 本場揭面                                   | 扭扭轉不停—朱正廷 嘿！鳳梨—楊芸晴 一言不合就上頭—郭靜 寶藏女王—杭天琪               | 扭扭轉不停—朱正廷 嘿！鳳梨—楊芸晴 一言不合就上頭—郭靜 寶藏女王—杭天琪               | 扭扭轉不停—朱正廷 嘿！鳳梨—楊芸晴 一言不合就上頭—郭靜 寶藏女王—杭天琪               | 扭扭轉不停—朱正廷 嘿！鳳梨—楊芸晴 一言不合就上頭—郭靜 寶藏女王—杭天琪               | 扭扭轉不停—朱正廷 嘿！鳳梨—楊芸晴 一言不合就上頭—郭靜 寶藏女王—杭天琪               | 扭扭轉不停—朱正廷 嘿！鳳梨—楊芸晴 一言不合就上頭—郭靜 寶藏女王—杭天琪               | 楊迪                                      |

### 年度盛典
| 图解: | 揭面 | 第一季歌手 | 第二季歌手 | 第三季歌手 | 第四季歌手 |

| 期数                    | 演唱         | 演唱           | 演唱                                                                          | 演唱                                                                          |
| 期数                    | 演出類別     | 歌手代号       | 歌手                                                                          | 曲目 （原唱）                                                                 |
| 本場揭面                | 本場揭面     | 歌手代号       | 歌手代号                                                                      | 歌手代号                                                                      |
| ----------------------- | ------------ | -------------- | ----------------------------------------------------------------------------- | ----------------------------------------------------------------------------- |
| 第十一場 年度盛典 12/22 | 開場秀       | 蒙面合唱團     | —                                                                             | 《青蘋果樂園》 （小虎隊）                                                     |
| 第十一場 年度盛典 12/22 | 第一組合唱   | 超級酸酸酸     | 劉宇寧                                                                        | 《笨小孩》 （劉德華&柯受良&吳宗憲）                                           |
| 第十一場 年度盛典 12/22 | 第一組合唱   | 超級甜甜甜     | 大張偉                                                                        | 《笨小孩》 （劉德華&柯受良&吳宗憲）                                           |
| 第十一場 年度盛典 12/22 | 第一組合唱   | 超級煩煩煩     | 吳宗憲                                                                        | 《笨小孩》 （劉德華&柯受良&吳宗憲）                                           |
| 第十一場 年度盛典 12/22 | 已揭面者獨唱 | 動物管理員     | 曹格                                                                          | 《今生今世》 （張國榮）                                                       |
| 第十一場 年度盛典 12/22 | 已揭面者獨唱 | 風箏遙遙一線牽 | 張韶涵                                                                        | 《Dear Friend》 （順子）                                                      |
| 第十一場 年度盛典 12/22 | 第二組合唱   | 老古董也有春天 | 余笛                                                                          | 《愛情轉移》 （陳奕迅）                                                       |
| 第十一場 年度盛典 12/22 | 第二組合唱   | 路見不平一聲吼 | 炎亞綸                                                                        | 《愛情轉移》 （陳奕迅）                                                       |
| 第十一場 年度盛典 12/22 | 第三組合唱   | 仙人長不胖     | 邢晗銘                                                                        | 《情網》 （張學友）                                                           |
| 第十一場 年度盛典 12/22 | 第三組合唱   | 比從前快樂     | 巫啟賢                                                                        | 《情網》 （張學友）                                                           |
| 第十一場 年度盛典 12/22 | 返場表演     | 風箏遙遙一線牽 | 張韶涵                                                                        | 《引路的風箏》 （張韶涵）                                                     |
| 第十一場 年度盛典 12/22 | 本場揭面     | 本場揭面       | 老古董也有春天—余笛 路見不平一聲吼—炎亞綸 比從前快樂—巫啟賢 仙人長不胖—邢晗銘 | 老古董也有春天—余笛 路見不平一聲吼—炎亞綸 比從前快樂—巫啟賢 仙人長不胖—邢晗銘 |

## 系列节目
- 蒙面唱將猜猜猜 第一季
- 蒙面唱將猜猜猜 第二季
- 蒙面唱將猜猜猜 第三季

## 收视率
以下记录《蒙面唱將猜猜猜》在江蘇卫视首播时的收视率，数据来源于索福瑞媒介研究有限公司的CSM59城市网、全国网、16省网测量仪数据。
| 图解 | 《倒計時》 | 《蒙面唱將猜猜猜》 | 《蒙面唱将猜猜猜揭秘时刻》 |

| 中国 江蘇卫视 首播收视率 |                |        |          |        |           |           |           |           |           |           |                                 |
| 集數                     | 播出日期       | CSM59  | CSM59    | CSM59  | CSM全国网 | CSM全国网 | CSM全国网 | CSM16省网 | CSM16省网 | CSM16省网 | 備註                            |
| 集數                     | 播出日期       | 收視率 | 收視份額 | 排名   | 收視率    | 收視份額  | 排名      | 收視率    | 收視份額  | 排名      | 備註                            |
| 1                        | 2019年10月13日 | 0.892  | 3.492    | 4      | 0.43      | 2.06      | 12        | 0.513     | 2.165     | 2         |                                 |
| 1                        | 2019年10月13日 | 1.174  | 6.847    | 1      | 0.49      | 3.79      | 9         | 0.615     | 4.391     | 1         |                                 |
| 2                        | 2019年10月20日 | 1.312  | 5.118    | 2      | 0.55      | 2.6       | 14        | 0.675     | 2.908     | 2         | 浙江《同一堂課》開播            |
| 2                        | 2019年10月20日 | 1.418  | 7.075    | 1      | 0.53      | 3.45      | 16        | 0.719     | 4.41      | 1         | 浙江《同一堂課》開播            |
| 2                        | 2019年10月20日 | 1.137  | 8.896    | 5      | 0.41      | 4.5       | 22        | 0.535     | 6.15      | 3         | 浙江《同一堂課》開播            |
| 3                        | 2019年10月27日 | 0.535  | 1.942    | 10     | 0.34      | 1.51      | 21        | 0.407     | 1.61      | 6         | 東方《中国梦之声·我们的歌》開播 |
| 3                        | 2019年10月27日 | 0.871  | 4.002    | 5      | 0.42      | 2.49      | 16        | 0.537     | 2.988     | 3         | 東方《中国梦之声·我们的歌》開播 |
| 3                        | 2019年10月27日 | 1.058  | 7.506    | 4      | 0.36      | 3.7       | 18        | 0.479     | 4.888     | 5         | 東方《中国梦之声·我们的歌》開播 |
| 4                        | 2019年11月3日  | 1.154  | 4.481    | 5      | 0.39      | 1.9       | 17        | 0.484     | 2.199     | 3         |                                 |
| 4                        | 2019年11月3日  | 1.4    | 7.003    | 2      | 0.44      | 2.97      | 13        | 0.606     | 4.002     | 2         |                                 |
| 4                        | 2019年11月3日  | 1.274  | 10.533   | 4      | 0.42      | 4.76      | 16        | 0.62      | 7.529     | 1         |                                 |
| 5                        | 2019年11月10日 | 0.783  | 2.834    | 10     | 0.37      | 1.61      | 19        | 没有公佈  | 没有公佈  | 没有公佈  |                                 |
| 5                        | 2019年11月10日 | 1.022  | 4.448    | 4      | 0.39      | 2.26      | 17        | 没有公佈  | 没有公佈  | 没有公佈  |                                 |
| 5                        | 2019年11月10日 | 0.856  | 5.314    | 8      | 0.29      | 2.93      | 24        | 没有公佈  | 没有公佈  | 没有公佈  |                                 |
| 6                        | 2019年11月17日 | 1.307  | 4.836    | 4      | 0.54      | 2.43      | 7         | 0.795     | 3.255     | 1         | 59城數據缺岳陽                  |
| 6                        | 2019年11月17日 | 1.52   | 6.767    | 1      | 0.56      | 3.21      | 5         | 0.731     | 3.924     | 2         | 59城數據缺岳陽                  |
| 6                        | 2019年11月17日 | 1.331  | 8.5      | 3      | 0.48      | 4.33      | 13        | 0.545     | 4.888     | 3         | 59城數據缺岳陽                  |
| 7                        | 2019年11月24日 | 0.889  | 3.32     | 4      | 0.38      | 1.76      | 14        | —         | —         | —         | 59城排名不含央視                |
| 7                        | 2019年11月24日 | 0.785  | 3.76     | 5      | 0.41      | 2.57      | 12        | —         | —         | —         | 59城排名不含央視                |
| 7                        | 2019年11月24日 | 0.617  | 5.02     | 7      | 0.33      | 3.86      | 19        | —         | —         | —         | 59城排名不含央視                |
| 8                        | 2019年12月1日  | 1.207  | 4.377    | 3      | 0.53      | 2.39      | 10        | 0.586     | 2.402     | 2         |                                 |
| 8                        | 2019年12月1日  | 1.087  | 5.029    | 5      | 0.52      | 3.22      | 13        | 0.662     | 3.756     | 1         |                                 |
| 8                        | 2019年12月1日  | 0.805  | 6.447    | 7      | 0.36      | 3.96      | 19        | 0.462     | 5.062     | 4         |                                 |
| 9                        | 2019年12月8日  | 1.034  | 3.93     | 4      | 0.34      | 1.67      | 21        | 0.49      | 2.126     | 2         | 59城排名不含央視                |
| 9                        | 2019年12月8日  | 1.019  | 4.98     | 5      | 0.4       | 2.7       | 16        | 0.437     | 2.667     | 3         | 59城排名不含央視                |
| 9                        | 2019年12月8日  | 0.814  | 7.26     | 6      | 0.35      | 4.42      | 19        | 0.336     | 4.308     | 6         | 59城排名不含央視                |
| 10                       | 2019年12月15日 | 1.039  | 3.88     | 5      | —         | —         | —         | —         | —         | —         |                                 |
| 10                       | 2019年12月15日 | 1.141  | 5.11     | 4      | —         | —         | —         | —         | —         | —         |                                 |
| 10                       | 2019年12月15日 | 0.949  | 6.93     | 6      | —         | —         | —         | —         | —         | —         |                                 |
| 11                       | 2019年12月22日 | 1.214  | 4.34     | 5      | —         | —         | —         | —         | —         | —         |                                 |
| 11                       | 2019年12月22日 | 1.359  | 6.29     | 3      | —         | —         | —         | —         | —         | —         |                                 |
| 11                       | 2019年12月22日 | 1.039  | 8.76     | 6      | —         | —         | —         | —         | —         | —         |                                 |
| 平均收视                 | 平均收视       |        |          | 不適用 |           |           | 不適用    |           |           | 不適用    |                                 |

1. 同时段或交叉时段主要节目：
  - 湖南卫视：《天天向上》
  - 浙江卫视：《同一堂課》
  - 東方卫视：《中國達人秀6》／《中国梦之声·我们的歌》
2. 数据由广视索福瑞提供，调查范围为四岁以上之观众。
3. 以上收视排名包括央视在内，16省網排名不含央视。
4. 资料来源：卫视这些事儿、TV未知数、卫视走光了
5. 排名为周日晚间所有综艺节目的排名，并不一定为同一时段。

## 外部連結
| 中国大陆 江蘇卫视 星期日 21:10－23:00                      | 中国大陆 江蘇卫视 星期日 21:10－23:00                      | 中国大陆 江蘇卫视 星期日 21:10－23:00                |
| ---------------------------------------------------------- | ---------------------------------------------------------- | ---------------------------------------------------- |
|                                                            | 蒙面唱將猜猜猜 （2019年10月13日－2019年12月22日）          |                                                      |
| 新相親大會                                                 | —                                                          |                                                      |
| 蒙面唱將猜猜猜系列节目变迁                                 |                                                            |                                                      |
| 蒙面唱將猜猜猜 (第三季) （2018年10月21日－2018年12月30日） | 蒙面唱將猜猜猜 (第四季) （2019年10月13日－2019年12月22日） | 蒙面唱將猜猜猜 (第五季) （2020年11月1日－2021年1月） |